# Nelsinho Rosa
Pour les articles homonymes, voir Rosa.
Nélson Rosa Martins, plus connu sous le nom de Nelsinho ou encore de Nelsinho Rosa (né le 8 décembre 1937 à Rio de Janeiro au Brésil et mort le 16 mai 2023) est un footballeur brésilien, qui évoluait au poste de milieu de terrain, avant de devenir entraîneur.

## Palmarès

### Palmarès de joueur
Flamengo
- Tournoi Rio-São Paulo (1) :
  - Vainqueur : 1961.

- Championnat de Rio de Janeiro (2) :
  - Champion : 1963 et 1965.

### Palmarès d'entraineur

#### Palmarès en club
| Desportiva Ferroviária - Championnat de l'Espírito Santo (1) : - Champion : 1977. |  | Fluminense - Championnat de Rio de Janeiro (2) : - Champion : 1980 et 1985. - Coupe Guanabara (1) : - Vainqueur : 1985. |  | Vasco da Gama - Championnat du Brésil (1) : - Champion : 1989. |

#### Palmarès en sélection
Arabie saoudite
- Coupe d'Asie des nations :
  - Finaliste : 1992.

- Coupe des confédérations :
  - Finaliste : 1992.